# Nathan Morlando
Nathan Morlando est un scénariste et réalisateur canadien.

## Filmographie partielle

### Au cinéma
- 2002 : Countdown (court-métrage) (aussi scénariste)
- 2011 : Edwin Boyd (aussi scénariste)
- 2016 : Mean Dreams
- 2016 : The Lion's Share (en pré-production - aussi scénariste)

### À la télévision
- 2013 : Copper (série TV)